# Belief (John Mayer)
Belief is een nummer van de Amerikaanse singer-songwriter John Mayer uit 2006. Het is de tweede single van zijn derde studioalbum Continuum.
"Belief" bereikte de 9e positie in de Amerikaanse Adult Alternative-lijst Billboard, maar bereikte de Billboard Hot 100 niet. Wel werd het nummer genomineerd voor een Grammy Award in de categorie "Best Male Pop Vocal Performance". In het Nederlandse taalgebied werden helemaal geen hitlijsten gehaald, wel geniet de plaat enige bekendheid in Nederland.

## Personeel
- John Mayer – leadvocalen, gitaar
- Ben Harper – gitaar
- Pino Palladino – basgitaar
- Clayton Cameron – drums
- Manolo Badrena – percussie